# 南大清水町
南大清水町（みなみおおしみずちょう）は、愛知県豊橋市の地名。字として藤ケ谷（ふじがや）・ 富士見（ふじみ）・元町（もとまち）の3つがある。

## 地理
豊橋市南西部に位置する。東は野依町、西は老津町、北は大清水町に接する。

## 歴史

### 沿革
- 1965年（昭和40年） - 豊橋市大清水町・野依町・西赤沢町・東赤沢町の各一部により、同市南大清水町として成立[1]。
- 1972年（昭和47年） - 当地において愛知県立豊橋南高等学校が開校する[1]。
- 1985年（昭和60年） - 一部が富士見台1丁目から同3丁目に編入される[1]。

## 世帯数と人口
2019年（平成31年）4月1日現在の世帯数と人口は以下の通りである。
| 町丁       | 世帯数  | 人口    |
| ---------- | ------- | ------- |
| 南大清水町 | 907世帯 | 2,293人 |

### 人口の変遷
国勢調査による人口の推移
| 1995年（平成7年）  | 1,396人 | [ 8 ]  |  |
| 2000年（平成12年） | 1,752人 | [ 9 ]  |  |
| 2005年（平成17年） | 2,836人 | [ 10 ] |  |
| 2010年（平成22年） | 2,883人 | [ 11 ] |  |
| 2015年（平成27年） | 2,825人 | [ 12 ] |  |

## 学区
市立小・中学校に通う場合、学区は以下の通りとなる。また、愛知県立高等学校全日制普通科に通う場合の学区は以下の通りとなる。
| 字・番地等 | 小学校               | 中学校             | 高等学校 |
| --- | -------------------- | ------------------ | -------- |
| 字藤ヶ谷、字元町 字富士見112番地、114番地の２ 字富士見352〜436番地 字富士見495〜868番地                                     | 豊橋市立大清水小学校 | 豊橋市立南稜中学校 | 三河学区 |
| 字富士見140〜183番地、 字富士見198番地の２〜210番地の３ 字富士見215番地の４〜５、 字富士見326〜351番地 字富士見437〜494番地 | 豊橋市立富士見小学校 | 豊橋市立高豊中学校 | 三河学区 |

## 施設
- 大清水校区市民館[7]
- 愛知県立豊橋南高等学校[7]
- 豊橋市立大清水小学校[7]
- 大清水幼稚園[7]
- 豊橋市開拓農業協同組合大清水支所[7]
- 開拓記念公園[7]
- 酪農農業協同組合[7]
- 大清水神社[7]
- ピアゴ大清水店

## 交通
- 愛知県道409号東赤沢植田線（富士見街道）[7]

## その他

### 日本郵便
- 郵便番号 : 441-8132[4]（集配局：豊橋南郵便局[15]）。